# Skrzyszów (województwo małopolskie)
Skrzyszów – wieś sąsiadująca z Tarnowem, leżąca nad potokiem Wątok. Siedziba władz gminy w powiecie tarnowskim (woj.małopolskie). W 2021 roku Skrzyszów liczył 3780 mieszkańców.

## Historia
Historia Skrzyszowa sięga początku XIV wieku, w roku 1331 król Władysław Łokietek potwierdził Spytce z Melsztyna prawo do wsi.
Według Słownika geograficznego Królestwa Polskiego Skrzyszów składał się z trzech części: Skrzyszowa, Ładnej i Srędzin. Gęsto zabudowany Skrzyszów leżący nad Wątokiem liczył 400 domów. W Ładnej położonej przy gościńcu z Tarnowa do Pilzna było 26 domów, w niej znajdowała się największa w Galicji garbarnia. Srędziny ulokowane na północ od Ładnej liczyły 43 domy.

Ludna ta wieś rozsiadła w urodzajnej glebie i korzystnych warunkach, wytworzonych przez sąsiedztwo z Tarnowem.

Pierwsza parafia w Skrzyszowie powstała przed rokiem 1350. W 1517 roku hetman Jan Amor Tarnowski ufundował istniejący do dziś drewniany kościół. Parafia została zniesiona w 1542 roku, utworzono ją na nowo w roku 1736. Do parafii należały też Wola Rzędzińska, Wałki, Jodłówka i część Rzędzina.
W 1581 roku wieś, która była wówczas własnością księcia Ostrogskiego liczyła 66 kmieci gospodarujących na 33 łanach roli i 6 zagród z rolą. Poza tym sołtys miał 2 łany ziemi i 9 zagród. We wsi mieszkało 57 komorników oraz 7 rzemieślników. Miejscowość graniczyła na zachodzie z Gumniskami i Zawadą, na południu z Łękawicą i Szynwałdem, na wschodzie z Pogórską Wolą, a na północy z Rzędzinem. Wieś zawsze była częścią dóbr panów Tarnowa.
Po I wojnie światowej Skrzyszów stał się siedzibą samorządu gminnego. W 1934 roku wieś weszła w skład gminy zbiorowej Gumniska. W 1937 roku miejscowi działacze ludowi zorganizowali strajk chłopski oraz manifestacje w Skrzyszowie i Tarnowie.
W czasie II wojny światowej, od marca do lipca 1941 roku, w lesie Kruk na stoku Góry św. Marcina niemieccy naziści zamordowali ok. 400 osób. W latach 1958–1959 wybudowano na tym miejscu pomnik projektu tarnowskich artystów Bogdany i Anatola Drwalów.
1 stycznia 1973 roku Skrzyszów stał się siedzibą władz gminy. W latach 1975–1998 miejscowość położona była w województwie tarnowskim.

## Zabytki
Obiekt wpisany do rejestru zabytków nieruchomych województwa małopolskiego.
- Kościół św. Stanisława Biskupa.
Kościół drewniany, wybudowany został w stylu późnogotyckim w 1517 roku.

Inne
- Chałupa nr 277.
Obiekt skreślony z rejestru zabytków decyzją z dnia 21.07.2016[8].

## Galeria zdjęć

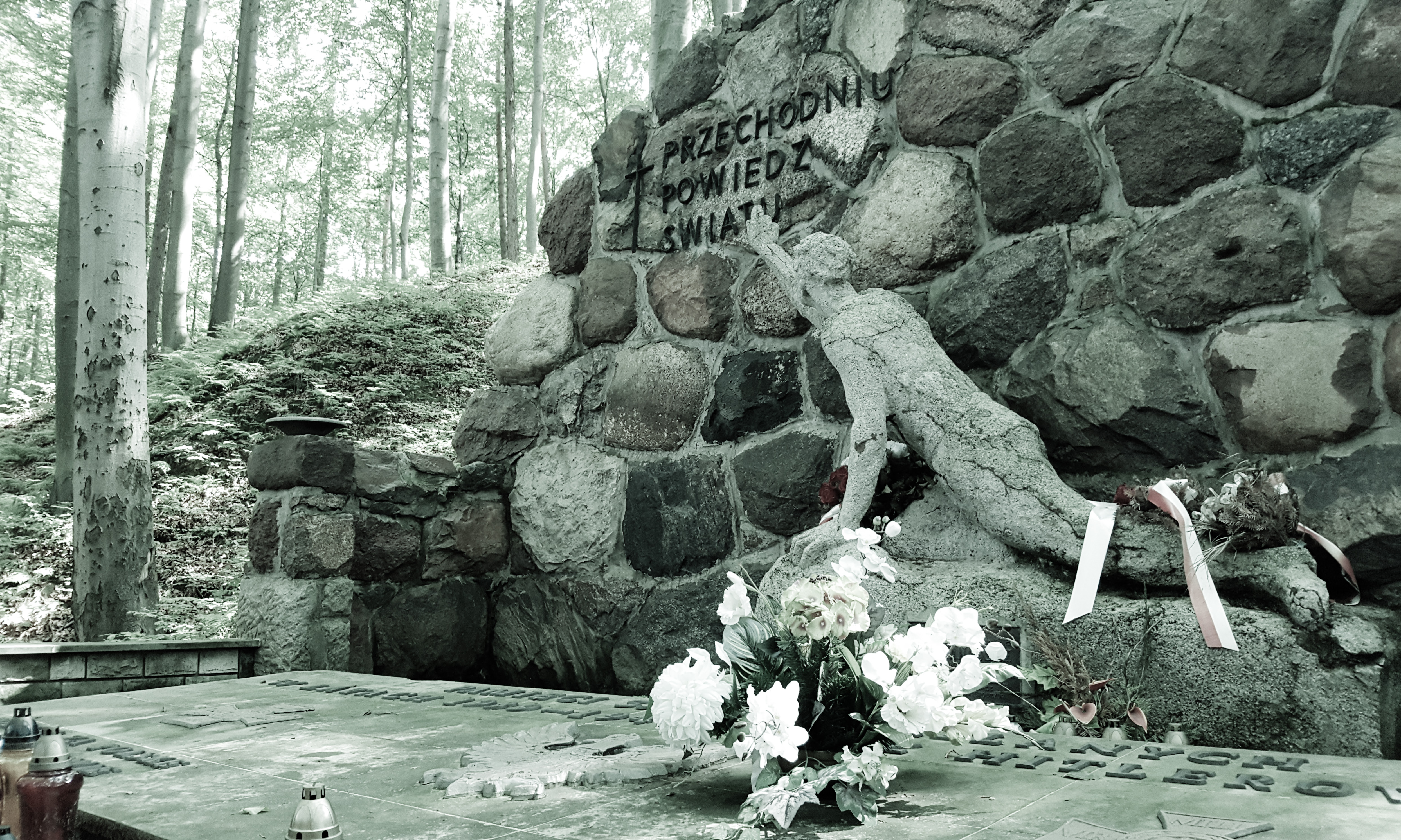
Pomnik w Lesie Kruk. Miejsce masowych egzekucji w 1941 roku.
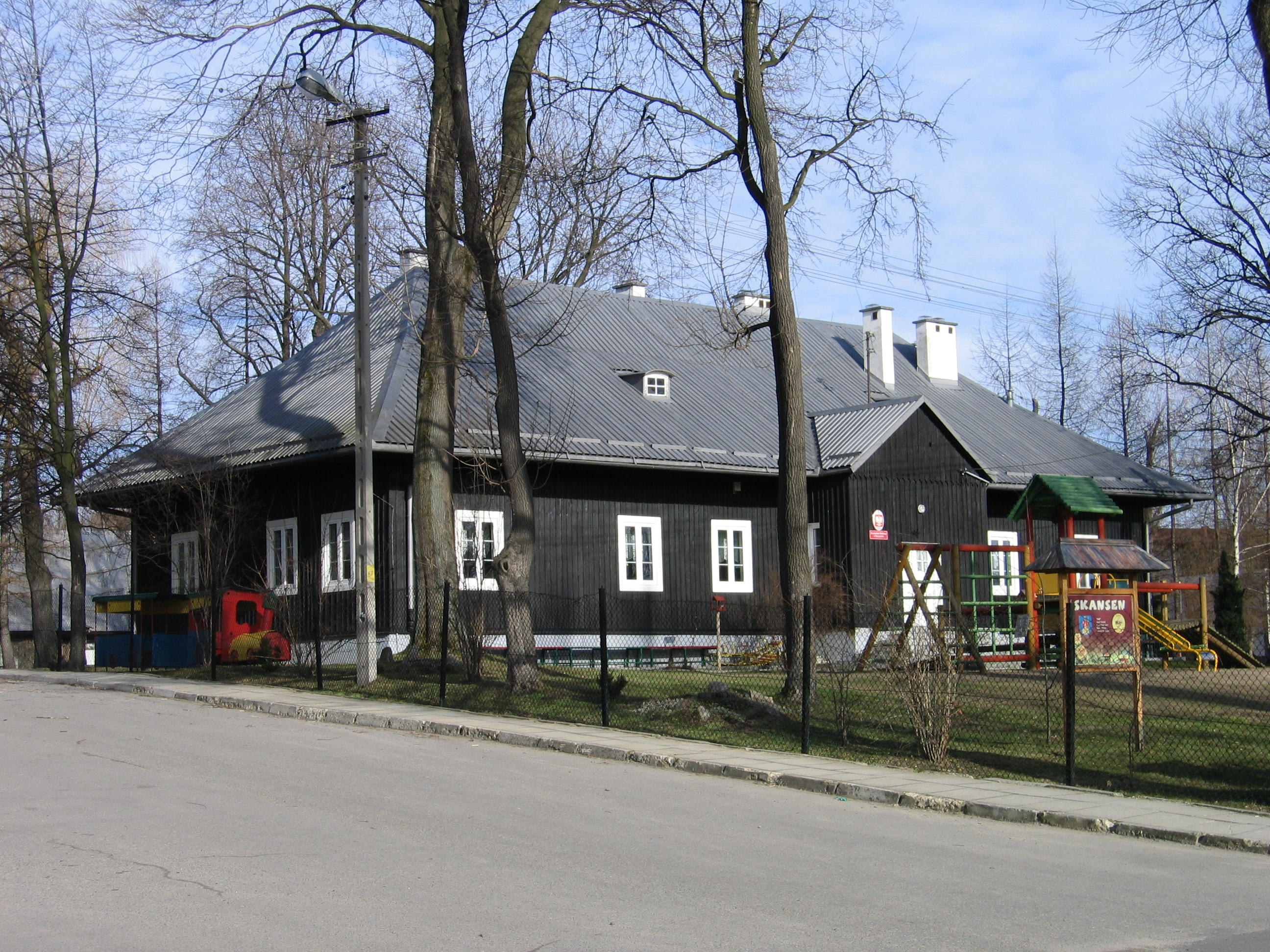
Chałupa nr 277

## Inne informacje
16 marca 2017 roku w Skrzyszowie padła najwyższa wygrana w historii Lotto – 36 726 210, 20 zł.